# Памятник Жертвам фашизма (Прилуки)
Памятник жертвам фашизма (укр. Пам’ятник Жертвам фашизму) — памятник, посвящённый памяти прилучан-жертв нацистских оккупантов в Великой Отечественной войне, расположенный в районном центре Прилуки Черниговской области.
Памятник находится на Киевской улице — между домами № 232 и № 234.
Монумент представляет собой памятный мемориал — скульптурное изображение из камня Скорбящей матери, тоскующей по своим сынам и дочерям.
Авторы памятника — архитектор В. Г. Штолько и скульптор В. П. Луцак.

## История
В годы Великой Отечественной войны во время оккупации, в Прилуках было расстреляно и замучено 15 тысяч человек, из них на территории бывшей тюрьмы и ипподрома около 6 тысяч прилучан.
В 1944 году прилуцкие могилы жертв фашизма были упорядочены.
В 1955 был сооружён первый памятник.
7 мая 1978 года был торжественно открыт нынешний мемориал.